# Huber Matos
Pour les articles homonymes, voir Matos.
Huber Matos Benítez, né le 26 novembre 1918 à Yara (Cuba) et mort le 27 février 2014 à Miami en Floride, est une des figures de la révolution cubaine avec Fidel Castro, Che Guevara et Camilo Cienfuegos. Social démocrate, il s'oppose à l'orientation qu'il juge « trop communiste » du jeune régime et démissionne. Arrêté le 21 octobre 1959, il est condamné à 20 ans de prison pour trahison et sédition, une sentence qu'il purgera au jour près, avant d'être libéré le 21 octobre 1979. En 2002, il publie ses mémoires Et la nuit est tombée. De la révolution victorieuse aux bagnes cubains, qui racontent vingt-sept ans de sa vie, du putsch de Fulgencio Batista à sa sortie de prison en 1979.

## Biographie
Jusqu'à la révolution cubaine, Huber Matos est un petit propriétaire terrien, instituteur et militant du Parti orthodoxe dans lequel Fidel Castro milite aussi. Immédiatement opposé au régime de Batista, il continue à militer dans son parti malgré la répression. Après l'attaque de la caserne de Moncada, favorablement impressionné par l'audace des attaquants, il devient sympathisant du mouvement du 26 juillet, qu'il rejoindra définitivement en 1957. Il utilise alors l'entreprise familiale pour fournir une aide logistique aux guérilleros de Fidel Castro qui commencent leurs opérations dans la Sierra Maestra. Sur le point d'être découvert, il se réfugie au Costa Rica fin 1957. Le président costaricien José Figueres Ferrer, sympathisant de la lutte du peuple cubain, lui fournit 5 tonnes d'armes et munitions qu'il transporte par avion dans la Sierra Maestra en mars 1958. Matos passe alors dans la clandestinité et est nommé commandant d'une colonne en août de la même année, pour son succès dans le ravitaillement de la rébellion. Lors de l'offensive finale des guérilleros, il prend la tête de la « 9e colonne » et dirige le siège de Santiago de Cuba. Il entre à La Havane aux côtés de Fidel Castro, qui lui aurait demandé de rester près de lui par crainte d'un assassinat, et de Camilo Cienfuegos. Durant la lutte dans la Sierra, Huber Matos contesta à plusieurs reprises des ordres donnés par Fidel Castro.
Après le triomphe de la révolution, Huber Matos est nommé à la tête de la province de Camaguey. De plus en plus sceptique sur l'évolution du processus révolutionnaire, qui prend selon lui un tournant « trop communiste », et réticent à appliquer la réforme agraire, Matos donne en juillet 1959 sa démission à Fidel Castro. Ce dernier la refuse, assurant que la révolution a encore besoin de lui. Matos démissionne définitivement le 20 octobre 1959. Soupçonné par Fidel Castro de préparer un coup d’État et d'avoir établi un contact avec des exilés anticommunistes cubains aux États-Unis, Matos est arrêté le 21 octobre avec ses principaux officiers. Che Guevara approuve ces mesures. Huber Matos, qui est condamné en décembre 1959 à 20 ans de prison pour « trahison et sédition », mène plusieurs grèves de la faim durant son emprisonnement, avant d'être finalement libéré le 21 octobre 1979. Il vit ensuite en exil à Miami avec son épouse et ses enfants, où il rejoint des groupes formés par des exilés anticommunistes, puis forme son propre groupe, la « Fondation Huber Matos pour la démocratie ».
Il meurt le 27 février 2014 d'une crise cardiaque.

## Famille
En octobre 1993, son fils, lui aussi baptisé Huber Matos, est inculpé avec 11 autres militants anticastristes dans une affaire de fraude de 3,3 millions de dollars à l'assurance-maladie. Huber Matos père dénonce les charges portées contre son fils qu'il qualifie de « mensonge pour [l]e discréditer ». En 1995, les 11 accusés plaident coupable et sont condamnés à différentes peines de prison.

## Publications
- Et la nuit est tombée, de la révolution victorieuse aux bagnes cubains, traduction de l'espagnol par Anne Casterman, les Belles lettres  (ISBN 9782251443072)

## Filmographie
Yves Billon, L'histoire me jugera : Fidel Castro, Zaradoc films, 2009, 52minutes.  